# Ornella Vanoni Vol. 2: Paoli-Tenco/Le canzoni della mala
Ornella Vanoni Vol. 2: Paoli-Tenco/Le canzoni della mala, pubblicato nel 1984, è un album della cantante italiana Ornella Vanoni. La raccolta contiene i brani già pubblicati nel 1980 nell'LP Oggi le canto così, vol.2 Paoli e Tenco oltre a le Canzoni della mala pubblicate precedentemente in vari EP.

## Tracce

### Lato A
1. Me in tutto il mondo - 3:23 - (Gino Paoli)
2. Che cosa c'è - 3:49 - (Gino Paoli)
3. Senza fine - 3:38 - (Gino Paoli)
4. Mi sono innamorata di te - 4:30 - (Luigi Tenco)
5. Il cielo in una stanza - 2:23 - (Gino Paoli)
6. Vedrai vedrai - 3:12 - (Luigi Tenco)
7. Ragazzo mio - 4:00 - (Luigi Tenco)
8. Sassi - 4:01 - (Gino Paoli)
9. Io sì - 2:48 - (Luigi Tenco)
10. Lontano, lontano - 3:37 - (Luigi Tenco)

### Lato B
1. Ma mi... -  (Giorgio Strehler- F. Carpi)
2. Le Mantellate -  (Giorgio Strehler- Fiorenzo Carpi)
3. La zolfara  - (F. Amodei- M.L. Straniero)
4. La sirena -(Dario Fo- Fiorenzo Carpi)
5. Hanno ammazzato il Mario  - (Dario Fo- Fiorenzo Carpi)
6. Canto di carcerati calabresi - (Anonimo- Gino Negri)
7. La giava rossa  -(Anonimo- arr. Gino Negri)

## Formazione
- Ornella Vanoni – voce
- Beppe Quirici – basso
- Luciano Stella – sintetizzatore, programmazione
- Gilberto Martellieri – tastiera
- Mauro Bianco – chitarra
- Marvin Johnson – batteria
- Antonio Marangolo – sax